# Jean Brichaut
Jean Brichaut (29 juli 1911 - ?, 1962) was een Belgisch voetballer die speelde als aanvaller. Hij voetbalde in Eerste klasse bij Standard Luik en speelde 12 interlands met het Belgisch voetbalelftal.

## Loopbaan
Brichaut debuteerde in 1929 als aanvaller bij toenmalig Eersteklasser Standard Luik en verwierf er al spoedig een basisplaats. Samen met Jean Capelle vormde hij een sterk aanvalsduo bij de ploeg. Brichaut werd met de ploeg tweede in 1936; Standard verloor de landstitel nog in extremis aan Daring Club Brussel na verlies in de laatste wedstrijd. Brichaut zette op dat moment ook een punt achter zijn spelersloopbaan op het hoogste niveau. In totaal speelde hij 163 wedstrijden voor Standard en scoorde hierbij 103 doelpunten.
Tussen 1932 en 1936 speelde Brichaut 12 wedstrijden met het Belgisch voetbalelftal. Meestal stond hij samen met zijn ploegmaat Capelle in de spits. In totaal scoorde hij in deze wedstrijden drie doelpunten. Brichaut zat in de voorselectie voor het Wereldkampioenschap voetbal 1934 in Italië maar speelde er uiteindelijk geen wedstrijden.